# Fumiyuki Beppu
Fumiyuki Beppu (jap. 別府史之 Beppu Fumiyuki; ur. 10 kwietnia 1983 w Chigasaki) – japoński kolarz szosowy. Olimpijczyk (2008 i 2012).
Beppu był pierwszym japońskim kolarzem w cyklu UCI ProTour. Po sezonie 2021 zakończył karierę sportową.

## Osiągnięcia
Opracowano na podstawie:

2004
- 3. miejsce w Tour du Loir-et-Cher
- 3. miejsce w GP Citta' di Felino
- 1. miejsce na 1. etapie Giro della Valle d’Aosta

2006
- 1. miejsce w mistrzostwach Japonii (jazda indywidualna na czas)
- 1. miejsce w mistrzostwach Japonii (start wspólny)

2008
- 1. miejsce w mistrzostwach Azji (start wspólny)

2011
- 1. miejsce w mistrzostwach Japonii (jazda indywidualna na czas)
- 1. miejsce w mistrzostwach Japonii (start wspólny)

2012
- 1. miejsce na 2. etapie Eneco Tour (jazda drużynowa na czas)

2014
- 1. miejsce w mistrzostwach Japonii (jazda indywidualna na czas)

2016
- 3. miejsce w mistrzostwach Azji (start wspólny)

2017
- 2. miejsce w mistrzostwach Japonii (start wspólny)

2018
- 1. miejsce w mistrzostwach Azji (jazda drużynowa na czas)
- 2. miejsce w mistrzostwach Azji (start wspólny)
- 2. miejsce w igrzyskach azjatyckich (start wspólny)
- 3. miejsce w igrzyskach azjatyckich (jazda indywidualna na czas)

2019
- 3. miejsce w mistrzostwach Japonii (jazda indywidualna na czas)

## Rankingi
| Rok              | 2007 | 2008 | 2009 | 2010 | 2011 | 2012 | 2013 | 2014 | 2015 | 2016 | 2017 | 2018  | 2019  | 2020  |
| ---------------- | ---- | ---- | ---- | ---- | ---- | ---- | ---- | ---- | ---- | ---- | ---- | ----- | ----- | ----- |
| UCI ProTour      | 205. | -    |      |      |      |      |      |      |      |      |      |       |       |       |
| UCI World Tour   |      |      |      |      | 146. | -    | -    | -    | -    | -    | 368. | 393.  |       |       |
| World Ranking    |      |      |      |      |      |      |      |      |      | 464. | 400. | 148.  | 1379. | 1670. |
| UCI Europe Tour  |      | -    | 821. |      |      |      |      |      |      | -    | -    | 1635. |       |       |
| UCI Asia Tour    |      | -    | -    |      |      |      |      |      |      | 42.  | 27.  | 4.    | 93.   | 126.  |
| UCI Oceania Tour |      | -    | -    |      |      |      |      |      |      | 104. | -    | -     |       |       |
|                  |      |      |      |      |      |      |      |      |      |      |      |       |       |       |
| Źródło: UCI      |      |      |      |      |      |      |      |      |      |      |      |       |       |       |